# 황진이
황진이(黃眞伊, 1506 ~ 1567)는 조선 중기의 시인, 기녀, 작가, 서예가, 음악가, 무희이다. 중종·명종 때(16세기 초, 중순경) 활동했던 기생으로, 다른 이름은 진랑(眞娘)이고 기생 이름인 명월(明月)로도 알려져 있다. 중종 때 개성의 황씨 성을 가진 진사의 서녀(庶女)로 태어났으며, 생부에 대해서는 전해지지 않는다. 시와 그림, 춤 외에도 성리학적 지식과 사서육경에도 해박하여 사대부, 은일사들과도 어울렸다.
성리학적 학문적 지식이 해박하였으며 시를 잘 지었고, 그림에도 능하였다. 많은 선비들과 이런 저런 인연과 관계를 맺으면서 전국을 유람하기도 하고 그 가운데 많은 시와 그림을 작품으로 남기기도 했다. 그러나 임진왜란과 병자호란 등으로 인해 대부분 실전되었고 남은 작품들도 그가 음란함의 대명사로 몰리면서 저평가되고 제대로 보존되지도 않아 대부분 인멸되었다.
당시 생불이라 불리던 지족선사를 10년 동안의 면벽 수도에서 파계시키는가 하면, 호기로 이름을 떨치던 벽계수라는 왕족의 콧대를 꺾어놓기도 하고, 당대 최고의 은둔학자 서경덕을 유혹하기도 했다.
뛰어난 재주와 함께 출중한 용모로 더욱 유명하였다. 신분 특성상 황진이라는 이름이 정사(正史)에 등장하지는 않으며, 여러 야사(野史)들을 통해 그에 대한 내용이 전해 내려온다. 성리학 지식도 해박하였으며, 학자 화담 서경덕을 유혹하려 하였다가 실패했다고도 한다. 서경덕, 박연폭포와 함께 송도 3절로도 불렸으며, 대표작으로 《만월대 회고시》, 《박연폭포시》 등이 있다. 조선시대 내내 음란함의 상징으로 여겨져 언급이 금기시되었으나 구전과 민담의 소재가 되어왔다.

## 생애

### 생애 초기

#### 출생과 유년기
황진이의 정확한 출생년대는 알려지지 않았으나 1506년 전후로 추정된다. 그녀는 개성(開城)에서 양반 가문에서 태어났으나, 서녀였다. 아버지는 황씨 성을 가진 양반으로 일설에는 진사였다고도 한다. 그러나 그의 어머니는 기생 또는 천민 출신으로 누구인지 분명치는 않으나 아마도 '진현금'(陳玄琴)이라고 불리던 시각 장애인이었을 것으로 추측한다. 일설에는 시각장애인인 평민의 딸로 태어났다는 전설도 있다. 그녀가 살던 장단군 입우물 고개에는 1945년 광복 당시까지도 약수가 나왔다고 한다.
황진이는 조선의 신분제인 종모법에 따라, 아버지가 양반이었음에도 불구하고 어머니의 신분 때문에 천출이 될 수밖에 없었다. 황진이라는 이름 자체도 본명이 아닌 것으로 추측하는데, 가장 유력한 가능성은 본명이 ‘황진’이고 접미사 ‘-이’가 붙은 이름이 전해 내려 온다는 것이다. 이 가능성은 옛 조선 여성들의 이름에 그 근거를 둔다.
그녀는 홀어머니 슬하에서 자랐지만 양반집 딸 못지 않게 학문을 익히고 예의범절을 배운 것으로 봐서는 물질적으로 큰 어려움이 없었던 것 같다. 여덟살 때부터 천자문을 배우기 시작했는데, 열 살 때 벌써 웬만한 한문 고전을 읽어내고 한시를 지을 정도로 재능을 보였으며, 서화에도 능하고 가야금에도 뛰어났다고 한다.

#### 기생이 된 이유
그녀가 기생이 된 이유는 확실하지 않다. 시각장애인이던 어머니가 기녀 출신이었다는 설과 짝사랑하던 남성의 존재를 알게 되었기 때문이라는 설, 서녀 출신임을 비관하여 스스로 기녀가 되었다는 설 등이 있다. 황진이가 15살 때, 그녀를 짝사랑하던 한 동네 청년이 혼자 연모하다 어머니 진현금을 찾아가 청혼을 하였으나 어머니의 반대로 무산되었고, 남성은 상사병에 걸려 죽게 되었다. 장례를 치르는 중에 죽은 남자의 상여가 황진이가 살던 집 앞을 지날 때 집 앞에서 멈춰서 미동도 하지 않았고 그녀의 속적삼을 상여 위에 올리자 비로소 움직였다고 한다. 이 사건 이후로 황진이는 여느 평범한 여자로 사는 것이 불가능할 것이라 생각해 기생이 되었다 한다.
다른 설에 의하면 어머니는 기생 또는 천인 출신으로, 서녀 출신임을 비관하여 스스로 기녀가 되었다고 한다.

### 기녀생활과 예술, 작품 활동
시와 글씨, 그림, 서예에 두루 능하였다. 미모와 가창뿐만 아니라 서사(書史)에도 정통하고 시가에도 능하였으며, 성리학과 고전 지식 역시 해박하였다. 한편으로는 당대의 명사, 한량들과 교류하며 시문 등을 주고받기도 하고 연인이 되기도 하였는데, 한번은 왕족인 벽계수를 유혹하는가 하면 당대의 고관대작들을 유혹하거나 망신을 주기도 했다. 또, 10년 동안 수도에 정진하여 생불(生佛)이라 불리던 천마산 지족암의 승려 지족선사(知足禪師)를 유혹하여 파계시키기도 하였다.
당대의 석학의 한사람이던 서경덕(徐敬德)을 유혹하는 것은 실패하였으나 그의 인품에 탄복, 서경덕을 사숙하여 거문고와 주효(酒肴)를 가지고 그의 정사를 자주 방문, 그에게서 당시(唐詩)를 배웠다고 한다.
황진이의 여러 시조들은 문학성이 높은 것으로 평가되어 고전 한국문학의 일부로 인정되며, 교과서에도 실리는 중요한 작품이다. 또한 성리학자 화담 서경덕과의 사랑 등으로도 유명하다.
당대의 일류 명사들과 정을 나누고 벽계수(碧溪守)와 깊은 애정을 나누거나 교류하였으며, 남녀간의 애정에 대한 내용을 시와 그림으로 그렸다. 그의 작품들은 대부분 유실되었으나 몇 수의 시가 현재 전한다. 뛰어난 시, 그림, 글씨 재주와 함께 성리학과 고전에도 능하였으며 뛰어난 미모를 갖추어 유명하였으며, 서경덕 ·박연폭포(朴淵瀑布)와 함께 송도삼절(松都三絶)로 불렸다.

#### 남성 편력
용모가 출중하고 노래, 춤, 악기, 한시 등에 두루 능했기 때문에 당시 선비들은 그녀와 하룻밤을 보내는 것을 대단한 자랑거리로 여기게 되었다. 그래서 그녀와 당대의 내로라 하는 선비들에 대한 많은 일화들이 남게 되었다. 당시 생불이라 불리던 지족선사를 10년 동안의 면벽 수도에서 파계시키는가 하면, 당대 최고의 은둔학자 서경덕을 유혹했지만 실패했다.
이종숙은 1508년생으로 인종조 황해도 관찰사를 지냈으며 풍류에 능하여 황진이 명성을 듣고 찾아갔다
명창 이사종과는 그의 집에서 3년, 자기 집에서 3년, 모두 6년을 같이 살다가 헤어졌다. 풍류묵객들과 명산대첩을 두루 찾아다니기도 해 재상의 아들인 이생과 금강산을 유람할 때는 절에서 걸식하거나 몸을 팔아 식량을 얻기도 했다고 한다.
이사종과 헤어지고 다시 개성으로 되돌아왔으나 지족선사를 잊지 못해 다시 찾아갔다. 그러나 황진이의 재방문에도 수행중이던 지족은 요지부동이었고, 지족암에서 끄떡없이 앉아 있는 지족에게 다가가 꽃을 꽂고 수행 중이던 지족의 무릎을 베고 잠을 청하기도 하고, 말도 걸어 보았지만 지족선사는 그대로였다. "지족! 그대 같은 큰 위선 덩어린 없을 거요!" 황진이의 지적에 놀란 지족은 다시 무심한 얼굴로 돌아갔다. 다시 암자로 찾아가 황진이가 지족의 무릎을 베고 잠이 들었다. 한참 뒤 어깨를 쓰다듬는 손길이 느끼고 지족이 그를 깨우니 지족이 덤덤한 웃음으로 말을 건네기 시작하였다. 그러나 지족선사와의 관계도 오래가지 못하고 다시 떠나게 된다.
한편 황진이는 당대의 은둔학자인 서경덕을 유혹하기도 하였으나, 이에 굴하지 않는 서경덕을 유혹하는 데 실패하고 오히려 그의 학문과 고고한 인품에 매료되어 사제 관계를 맺기도 한다.

### 최후
그녀의 사망 일자와 정확한 사망 이유는 알려지지 않고 있다. 죽기 전에 "나 때문에 천하의 남자들이 자애하지 못하였으니 내가 죽거든 관을 쓰지 말고 동문 밖 개울가에 시체를 두어 여인들로 하여금 경계로 하여 주시오"라는 유언을 남겼다고도 한다. 일설에는 황진이의 유언에 따라 그대로 하였는데 한 남자가 거두어 장사 지냈다는 전설도 전한다. 1567년 무렵을 전후해서 사망했을 것으로 추정된다.
사대부의 위선에 대한 조소와 미모로 남성을 유혹하여 성 관계 등이 문제시되면서 조선시대 내내 음란함의 상징과 사대부에 대한 모욕적인 행실 등이 문제시되어 언급이 금기시되었으나 구전과 민담의 소재가 되어왔다. 일설에는 그가 죽은 뒤 시신을 매장하지 않고 일부러 들판에 버려졌다는 전승까지 누군가에 의해 유포되기도 했다. 묘소는 경기도 장단군 구정현 판교동(현재 경기도 장단군 장단면 판교리)에 있다.

### 사후
황진이의 작품은 주로 연석(宴席)이나 풍류장(風流場)에서 지어졌고, 또한 기생의 작품이라는 제약 때문에 후세에 많이 전해지지 못했다. 황진이 사후 음란하다는 이유로 사대부들에게 지탄을 받았고, 사대부들에 대한 조롱과 풍자, 유혹 등의 행실이 문제시되어 언급이 금기, 기피되었다. 그러나 용모가 출중하며 뛰어난 시 재주와 학식, 민감한 예술적 재능을 갖추었으므로 그에 대한 일화가 구전을 통해 많이 전해졌다.
그의 작품들 역시 그가 음란함의 상징으로 몰렸고, 전란을 겪으면서 대부분 사라졌으며, 남은 작품들 또한 사대부에 대한 조롱과 풍자 등이 문제시되어 제대로 보전되지 못하여 대부분 인멸, 실전되었다. 그의 시와 작품들 중 일부는 《청구영언》과 《해동가요》, 《동국시선》, <가곡원류> <대동풍아(大東風雅)> 등의 문헌에 전하고 있다. 또한 금계필담과 어우야담 등에도 그에 대한 일화가 일부 전해져 내려왔다.
그가 지은 작품으로는 한시로 박연폭포시(朴淵瀑布詩), 영초월시(咏初月詩), 등만월대회고(登滿月臺懷古), 등이 전하고 있으며, 시조 작품으로는 청산리 벽계수야, 동짓달 기나긴 밤을, 내언제 신의 없어, 산은 옛 산이로되, 어져 내일이여 등이 있다.
항간의 소세양이라는 인물에 대한 사랑과 황진이의 극진한 이별의 시를 지었다는 설이 있는데 이는 극작가 양인자씨가 황진이와는 전혀 관계없이 본인이 창작한 시 라는 것을 티비에서 밝힌바 있다.

## 시
한국어 위키문헌에 이 글과 관련된 원문이 있습니다. 저자:황진이

## 평가
그의 시들은 남녀간의 애정을 노래하면서도, 정교하고 빈틈이 없는 점 등 완성도가 높이 평가되었다. 또한 기발한 이미지와 알맞은 형식과 세련된 언어구사를 남김없이 표현하고 있는 점에서 높이 평가된다.

## 대중 문화에 미친 영향
20세기 이후, 남한과 북한을 통틀어 그의 일생을 배경으로 하는 소설들이 많이 등장했다. 이태준, 전경린, 김탁환, 최인호(이상 대한민국 작가), 홍석중(이상 조선민주주의인민공화국 작가) 등이 그를 일대기를 바탕으로 소설을 썼다. 또한 드라마로도 제작되었는데, 2006년 KBS에서 김탁환의 《나, 황진이》를 각색한 하지원 주연의 《황진이》가 방영되었다. 또한, 영화로는 1957년 도금봉 주연의 영화 《황진이》가 개봉되었는데, 대한민국 내에서 흥행하고 중화민국으로도 수출되기도 하였다. 홍석중 원작의 《황진이》는 송혜교 주연으로 2007년 6월 6일에 개봉하였다.

## 기타
성격이 활달해 남자와 같았으며, 협객의 풍을 지녀 남성에게 굴복하지 않고 오히려 남성들을 굴복시켰다 한다. 덕이 있는 선비들과 교류하기를 좋아했으며, 편협하지 않은 지식인이었다는 평도 있다.
다정다감하면서도 기예에 두루 능한 명기(名技)이기도 했던 시조를 통해 뛰어난 문학적 재능을 유감없이 발휘했다. 주로 사랑에 관한 내용을 담은 그녀의 작품들은 사대부 시조에서는 생각할 수 없었던 표현을 갖춤으로써 관습화되어 가던 시조에 활력을 불어 넣었다고 평가된다.
서민출신이나 교방(敎坊)에서 대성하여, 시서음률(詩書音律)이 당대의 독보였고 많은 문인과 교유했다. 그의 작품은 기교적이면서 자유롭게 애정을 노래하고 있으며, 국문학사상 전통적인 민족의 리듬으로 교방 여성들의 정한을 시조로 나타낸 데 그 의미가 있다.
이루어질 수 없는 사랑에 대한 체념을 '청산은 내 뜻'이라고 역설적인 자기 과시로 표현하거나, 왕족인 벽계수를 유혹할 수 있는 등의 재치는 황진이만이 할 수 있는 독보적인 것이었다. '황진이의 시조에 이르러서야 기녀 시조가 본격화되는 동시에 시조 문학이 높은 수준에 달했다고 할 수 있다'는 평도 있다.

## 같이 보기
| - 송도삼절 - 박연폭포 - 서경덕 - 정난정 - 신사임당 - 장녹수 - 임제 - 허목 - 윤휴 - 문정왕후 - 전우치 | - 성리학 - 매창 : 허균의 첩 - 이매창 : 신사임당의 딸 - 어우동 - 임윤지당 - 희빈 장씨 - 유감동 - 이구지 - 허난설헌 - 홍랑 - 임꺽정 | - 기생 - 자유연애주의 - 여성해방운동 - 벽계수 - 두향 - 이퇴계 - 논개 - 최경창 |

## 황진이가 등장한 작품

### 영화
- 도금봉 - 《황진이》 (1956년)
- 강숙희 - 《황진이의 일생》 (1961년)
- 김지미 - 《황진이의 첫사랑》 (1969년)
- 장미희 - 《황진이》 (1986년)
- 주민희 - 《나의 사랑 황진이》 (1993년)
- 예지원 - 《마당놀이 황진이》 (1996년)
- 송혜교 - 《황진이》 (2006년)
- 신유주 - 《황진이》 (2015년)

### 텔레비전 드라마
- 이미숙 - 《여인열전 시리즈 - 황진이》 (MBC, 1982년)
- 윤해영 - 《압구정동 황진이》 (MBC, 1995년)
- 최주현 - 《임꺽정》 (SBS, 1996년)
- 하지원 - 《황진이》 (KBS2, 2005년)
- 심은경 - 《황진이》 (KBS2, 2005년)

### 텔레비전 다큐멘터리
- 노경주 - 《역사의 라이벌 》 (KBS1, 1982년)

### 트로트
박상철 - 황진이

## 관련 서적
- 배규범·주옥파, 외국인을 위한 한국고전문학사 (도서출판 하우, 2010)
- 심재완, 역대시조전서 (세종문화사, 1972)
- 김용숙, 이조여류문학 및 궁중풍속의 연구(숙명여자대학교출판부, 1970)
- 이응백․김원경․김선풍, 국어국문학자료사전 (한국사전연구사, 1994)
- 한국사사전편찬회 엮음, 한국고중세사사전 (가람기획, 2007)

## 참고 문헌
- 중경지(中京誌)
- 연려실기술
- 소호당집
- 송도기이(松都記異)
- 금계필담
- 어우야담